# Groupe de Marsden
Le groupe de Marsden est un groupe de comètes dites rasantes, c'est-à-dire avec un très petit périhélie : entre 6 et 12 fois le rayon solaire. Ces comètes ont été découvertes par le coronographe embarqué par le satellite SOHO. Plus de 20 comètes de ce groupe ont été observées. Elles suivent pratiquement la même orbite et leur période de révolution est de 5,5 ans. L'étude de leur orbite a permis de déterminer qu'elles sont issues de la désintégration d'un corps parent qui serait lui-même issu de la fragmentation d'un corps plus gros qui aurait aussi produit la comète 96P/Machholz et le groupe de Kracht,.